# 近象亞目
近象亞目（學名：Plesielephantiformes）為長鼻目下的兩個亞目之一，是現存大象的近親，同樣為大型草食性動物。